# 國安國際
國安國際有限公司，(港交所：0143、SGX：G11)，前身耀科國際(控股)有限公司，於1992年成立，1999年香港上市，生意是諾基亞及三星手機等電子消費產品在香港的分銷總代理。公司前董事會主席是施爭輝，在2002年因為私人理由，施爭輝必須逗留在中國大陸，所以董事會主席和行政總裁兩職，現在由其弟施懿庭出任。

## 基本資料
- 註冊地: 開曼群島
- 總部地址: 香港花園道花旗銀行廣場中國工商銀行大廈。
- 核數師: 國衛會計師事務所
- 法律顧問: 歐華律師行、齊伯禮律師行

## 外部參考
- 耀科國際官方網址
- http://news.chinabyte.com/185/1633185.shtml%5B%5D
- 明報 - 耀科主席施懿庭缺陣2008年火炬接力跑，稱航班延（页面存档备份，存于）
- 2007年公司年報